# Badischer Beobachter
Der Badische Beobachter erschien von 1863 bis 1935 als Hauptorgan der Katholischen Volkspartei Badens, später der Zentrumspartei. Die Zeitung verstand sich als dezidiert katholisches Sprachrohr.

## Geschichte

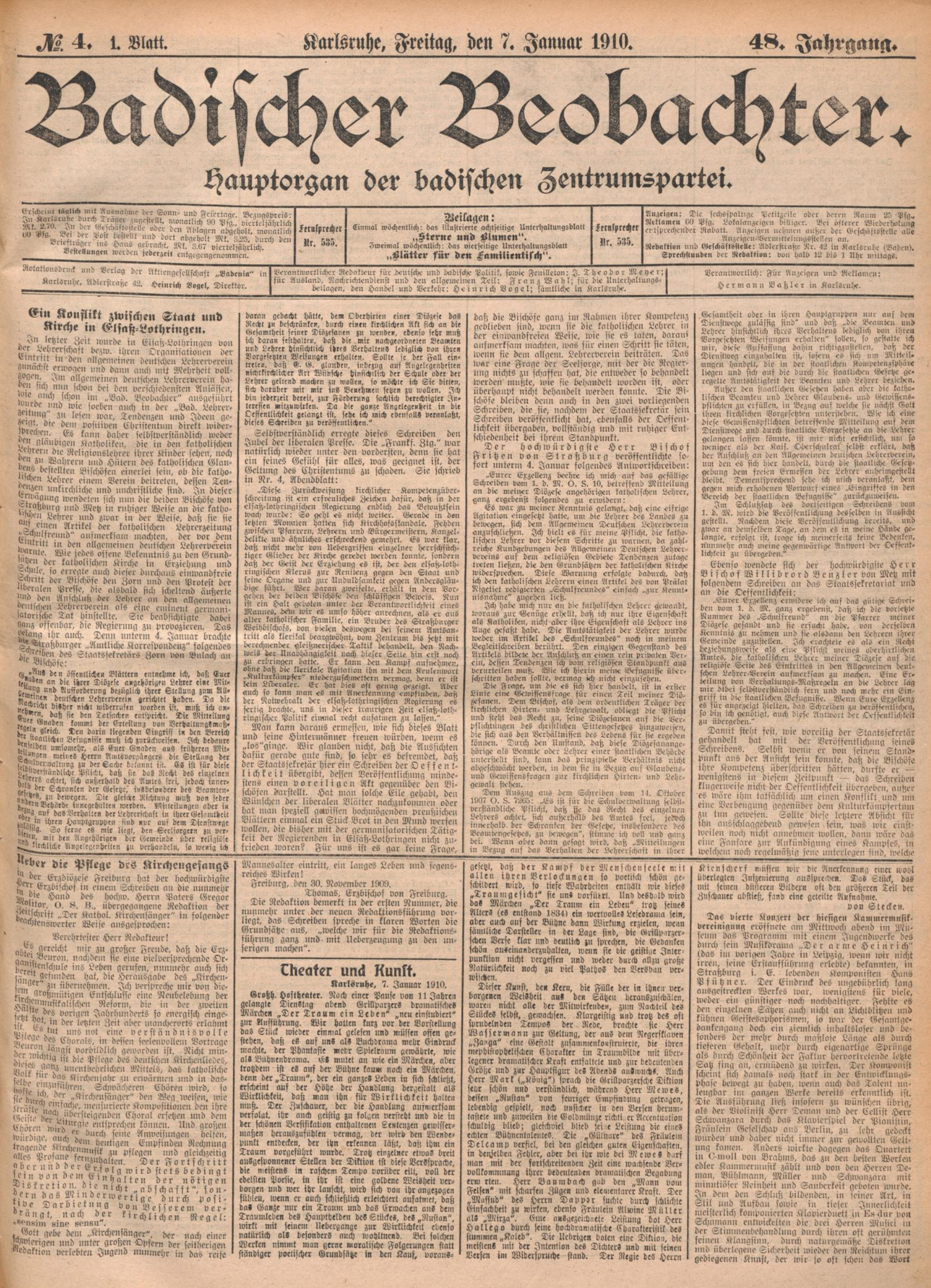
Titelblatt des Badischen Beobachters vom 7. Januar 1910

Der Badische Beobachter ging aus dem Karlsruher Anzeiger hervor, der von 1859 bis 1863 erschien. Dieser wurde 1863 in Badischer Beobachter mit Karlsruher Anzeiger umbenannt, um die Zielgruppe von Karlsruhe auf das gesamte Großherzogtum Baden auszuweiten. Die fortlaufende Nummernzählung verdeutlichte die Kontinuität hinter beiden Zeitungen. Hinter dem Anzeiger standen bedeutende badische Honoratioren wie Franz Josef Mone, Karl Zell, Franz Joseph von Buß, Jakob Lindau und Bernhard von Andlaw-Birseck. Nach dem preußisch-deutschen Krieg von 1866 mussten sich die deutschen Katholiken neu orientieren. Eine Orientierung am Kaiserreich Österreich-Ungarn war nicht mehr opportun. Stattdessen übernahm der Badische Beobachter ab 1869 die Positionen der Katholischen Volkspartei (KVP).
Zunächst bei Herder erschienen, gründeten die führenden Männer der KVP 1873 den Badenia Verlag. Dort erschien die Zeitung bis zu ihrer Einstellung 1835. Mit dem Anschluss der KVP an das Zentrum folgte der Badische Beobachter dieser Entwicklung und vertrat fortan zentrumsnahe Positionen. Ab 1879 erschien als Beilage zum Badischen Beobachter das Unterhaltungsblatt Sterne und Blumen.
Wirtschaftlich war die Zeitung trotz 4.000 Abonnenten vor dem Ersten Weltkrieg ein Zuschussgeschäft für den Badenia-Verlag und das Erzbischöfliche Ordinariat. Um die Verluste auszugleichen und den kriegsbedingten Rückgang der Verkaufszahlen zu kompensieren, gab der Verlag ab 1917 das bis heute erscheinende St. Konradsblatt heraus. In der Weimarer Republik verfügte der Beobachter nach eigenen Angaben über eine stabile Auflage von rund 10.000 Exemplaren. Der Umfang der Zeitung wuchs kontinuierlich auf bis zu 12 Seiten pro Ausgabe im Jahr 1931. Vier fest angestellte Redakteure füllten die sieben wöchentlichen Ausgaben.
Die Machtübernahme der NSDAP erschwerte die journalistische Arbeit. Am 30. September 1933 gab der seit 1901 amtierende Geistliche Rat Dr. Theodor Meyer seine Position als Hauptschriftleiter auf und Ende 1935 musste der Badische Beobachter sein Erscheinen einstellen, da er als konfessionelles Blatt gegen die Anordnung des Präsidenten der Reichspressekammer verstieß.
Nach 1945 konnte die Gründung der Badischen Volkszeitung nicht an den Erfolg des Badischen Beobachters anknüpfen. Die Lesegewohnheiten hatten sich geändert, und streng konfessionell oder parteipolitisch ausgerichtete Zeitungen waren nach dem Zweiten Weltkrieg publizistisch nicht mehr erfolgreich.